# Siriella paulsoni
Siriella paulsoni is een aasgarnalensoort uit de familie van de Mysidae. De wetenschappelijke naam van de soort is voor het eerst geldig gepubliceerd in 1877 door Kossmann.